# خليل شوقي (مخرج مصري)
خليل شوقي (18 يناير 1928 - 13 مايو 1996) هو مخرج أفلام ومخرج تلفزيوني مصري.

## حياته ومسيرته
تزوج في نوفمبر 1962، من المذيعة أماني ناشد، وانجب منها ابنتها الوحيدة دينا، ولكن سرعان ما تطلق، لكنهم عادا مجدداً، أثناء مرضها، والذي أستمر خمس أشهر.

## أعماله

### إخراج[4]
الدمنهوري وشريكه
1995 - مسلسل
مخرج
وينشر في الجريدة الرسمية
1994 - مسلسل
مخرج
الرجل الطيب
1993 - سهرة تليفزيونية
مخرج
الغول
1992 - مسلسل
مخرج
صراع الأجيال
1991 - مسلسل
مخرج
ودارت الأيام
1991 - مسلسل
مخرج
العزف على أوتار ممزقة
1990 - مسلسل
مخرج
الإخوة زنانيري
1988 - مسلسل
مخرج
صور من الحياة (أم المعوقين)
1988 - مسلسل
مخرج
الزوجة تعرف أكثر
1987 - فيلم
مخرج
الوريث
1986 - مسلسل
مخرج
الوعد
1985 - مسلسل
مخرج
وجاءت في الخريف
1985 - سهرة تليفزيونية
مخرج
غريب على الطريق
1984 - مسلسل
مخرج
سلف ودين
1983 - مسلسل
مخرج
بذور الشك
1982 - سهرة تليفزيونية
مخرج
جيران طيبين
1982 - سهرة تليفزيونية
مخرج
جنون الشباب
1975 - فيلم
مخرج
حتى آخر العمر
1975 - فيلم
مخرج المشاهد الحربية
الرصاصة لا تزال في جيبي
1974 - فيلم
مخرج المعارك
لعبة كل يوم
1972 - فيلم
مخرج
معسكر البنات
1967 - فيلم
مخرج
الجبل
1965 - فيلم
مخرج
الحقيبة الذهبية
0 - سهرة تليفزيونية
مخرج
الهروب الأخير / أحلام ضائعة
0 - مسلسل
مخرج
أوتـوستوب
0 - سهرة تليفزيونية
مخرج
رجل في محنة
0 - سهرة تليفزيونية
مخرج
زهور الحقد
0 - سهرة تليفزيونية
مخرج
ما وراء الأيام
0 - سهرة تليفزيونية
مخرج

### إنتاج
السلم الخلفي
1973 - فيلم
منتج
زوج في إجازة
1964 - فيلم
مدير الإنتاج

### تأليف
الحارس
1967 - فيلم
سيناريو و حوار
الجبل
1965 - فيلم
سيناريو